# Waldweber
Der Waldweber (Ploceus bicolor) zählt innerhalb der Familie der Webervögel (Ploceidae) zur Gattung der Ammerweber (Ploceus).
Der lateinische Artzusatz kommt von lateinisch bicolor ‚zweifarbig‘.
Der Vogel kommt in Subsahara-Afrika vor in Angola, Bioko, Burundi, Demokratische Republik Kongo, Gabun, Kamerun, Kenia, Malawi, Mosambik, Nigeria, Ruanda, Sambia, Sansibar, Simbabwe, Somalia, Südafrika, Südsudan, Tansania und Uganda.
Das Verbreitungsgebiet umfasst baumbestandene Lebensräume bis 2400 m Höhe.

## Merkmale
Die Art ist 14 bis 15 cm groß und wiegt zwischen 28 und 47 g. Das Männchen hat auf Stirn, Scheitel und Nacken bis zum Rücken dunkles Purpurbraun, der Rumpf einschließlich Schwanz ist dunkelbraun mit gelben Spitzen einiger Schwingen. Charakterisiert ist der Waldweber durch den dunklen Kopf mit roter bis rotbrauner Iris und weißem Schnabel. Die Unterseite ist leuchtend gelb. Jungvögel sind blasser gefärbt.

## Geografische Variation
Es werden folgende Unterarten anerkannt:
- P. b. tephronotus (Reichenow, 1892) – Südosten Nigerias (Obudu-Plateau), Kamerun, Bioko, Gabun und Westkongo
- P. b. amaurocephalus (Cabanis, 1880) – Angola und Süden der Demokratischen Republik Kongo
- P. b. mentalis (Hartlaub, 1891) – Süden des Südsudans, Nordosten der Demokratischen Republik Kongo, Uganda und Westkenia
- P. b. kigomaensis (C. H. B. Grant & Mackworth-Praed, 1956) – Westruanda, Burundi, Demokratischen Republik Kongo, Sambia und äußerster Südwesten Tanzanias
- P. b. kersteni (Hartlaub & Finsch, 1870) – Südsomalia, Küste Kenias, Ostansani und Sanzibar
- P. b. stictifrons (G. A. Fischer & Reichenow, 1885) – Küste Tansanias, Süden Malawis, Osten Simbabwe und Mosambik bis Südafrika (KwaZulu-Natal)
- P. b. bicolor Vieillot, 1819, Nominatform – Südmosambik bis Südafrika (Ostkap)

## Stimme
Der Gesang beider Geschlechter ist aus mehreren musikalischen Tönen zusammengesetzt, auch glockenartiges „wi-wi-wi-chuk wi-chuk“.

## Lebensweise
Die Nahrung besteht hauptsächlich aus Gliederfüßern.
Die Brutzeit liegt zwischen November und Dez in Bioko, zwischen Dezember und Januar in Kamerun und der  Demokratischen Republik Kongo, zwischen August und September in Somalia, zwischen April und August in Kenia, zwischen September und Dezember in Sambia und Mosambik, zwischen Oktober und März in Malawi und Südafrika.
Waldweber sind monogam mit Paarbindung über mehrere Jahre, brüten einzeln.

## Gefährdungssituation
Der Bestand gilt als nicht gefährdet (Least Concern).